# Bad Oeynhausen
Bad Oeynhausen település és fürdőhely Németországban, azon belül Észak-Rajna-Vesztfália tartományban. Lakosainak száma 49 566 fő (2023. december 31.). Bad Oeynhausen Vlotho, Löhne, Hüllhorst, Hille, Minden és Porta Westfalica községekkel határos.

## Népesség
A település népességének változása:
| Lakosok száma | 44 743 | 48 990 | 48 747 | 48 702 | 48 803 | 49 477 | 49 566 |
|               | 1975   | 2015   | 2017   | 2019   | 2021   | 2022   | 2023   |